# Sarah Dessen
Sarah Dessen (Evanston, 6 de junio de 1970) es una escritora estadounidense residente en Chapel Hill, Carolina del Norte.

## Vida personal y educación
Nació en Evanston, Illinois, el 6 de junio de 1970. Los padres de Dessen son Alan y Cynthia Dessen, ambos profesores de la Universidad de Carolina del Norte.
De adolescente, era muy tímida y tranquila. Cuando tenía 15 años salió con un chico de 21 años con el que luego perdió totalmente el contacto. Ella admitió en una entrevista que «durante muchos años después, se sentía totalmente culpable por todo lo que pasó entre ella y T. Después de todo, fui una chica mala. Me metí en las drogas, y mentí a mi madre. No puedes salir con un chico y no esperar coger ideas de él, me dije a mi misma. Debería haberlo sabido».
Dessen trabajó en una zapatería infantil cuando estaba en el instituto de Chapel Hill. Fue despedida durante las rebajas anuales de verano.
Dessen abandonó la Universidad de Greensboro en Greensboro, Carolina del Norte, y más tarde tomó algunas clases en la Universidad de Carolina del Norte-Chapel Hill, graduándose con altos honores en Escritura Creativa.
Está casada desde el año 2010 con Jay Earl Marks, con quien tiene una hija, Sacha Clementine.

## Carrera
Dessen trabajaba de camarera en el restaurante Flying Burrito en Chapel Hill mientras lanzaba su carrera de escritora. Ella escribía durante el día y trabajaba de camarera de noche. Su primer libro, That Summer, fue publicado en 1996.
Su libro Along for the Ride estuvo en la lista de libros más vendidos del New York Times.
Después de la publicación de Dreamland, Dessen enseñó en la Universidad de Carolina del Norte y escribió el que más tarde sería Una canción para ti.
Algunas de sus novelas han estado entre las selecciones de «Mejor Ficción para Jóvenes Adultos» de ALA: That Summer (1997), Someone like you (1999), Atrapa la Luna (2000), Dreamland (2001), Una canción para ti (2007), y Along for the Ride (2010). Someone Like You fue también uno de los dos ganadores del premio «Best Book Book» de 1999, y Atrapa la luna fue el único ganador del año siguiente.
En 2017 fue galardonada con el Premio Margaret Edwards por sus novelas Dreamland (2001), Atrapa la Luna (2000), Just listen (2007), The truth about forever (2004), Along for the ride (2010), Te vas sin decir adiós (2011), y Una canción para ti (2003).
La mayoría de las novelas de Sarah Dessen tratan el cambio en la personalidad de los jóvenes a medida que pasan por algún tipo de tragedia o pérdida. Los temas generales que recorren sus novelas comprenden el aislamiento, la distancia emocional entre los miembros de la familia y un cambio progresivo en la personalidad de las personas.

### Libros publicados en España
- 2000 - Una canción para ti
- 2012 - Just Listen
- 2013 - Atrapa la luna
- 2014 - Te vas sin decir adiós
- 2015 - Te daré las estrellas y mucho más

## Películas adaptadas
En 2003 se estrenó la película estadounidense Enamórate (How to deal), dirigida por Clare Kilner y protagonizada por Allison Janney, Peter Gallagher, Trent Ford, Alexandra Holden, Mandy Moore. La película está basada en las novelas That Summer y Someone Like You, de Sarah Dessen. En España se estrenó en el año 2005.